# Pierre Marcault
Pierre Marcault, né le 12 octobre 1919 à Vierzon dans le Cher et mort le 27 décembre 2003 à Viriat dans l'Ain, est le plus ancien chef de camp des maquis de l'Ain.

## Résistance
Caporal de l’armée de l’Air, il veut devenir pilote quand survient la capitulation de la France. Il tente à plusieurs reprises de rejoindre l'Angleterre, essayant notamment de franchir les Pyrénées pour l'Espagne. Ces tentatives se soldent toutes par un échec. Il devient passeur pour une filière d’évasion de pilotes opérant à Vierzon, le long de la ligne de démarcation. Recherché par la Gestapo, il quitte Vierzon pour se réfugier dans l’Ain, grâce à un officier français du Deuxième Bureau.
Durant l’été 1943, il crée le premier camp du Maquis à la ferme de Morez, vers Hotonnes, qui regroupera une quarantaine d'hommes dès août 1943. À l'automne 1943, le camp de Morez sera inspecté par le major Richard Heslop et le wing commander Yeo Thomas, envoyé par Winston Churchill pour évaluer les besoins des maquisards. Pierre Marcault est également le directeur et l'instructeur en armes et explosifs de l'école des cadres de la ferme des Gorges créée par Henri Romans-Petit. 
Le 11 novembre 1943, Pierre Marcault participe au défilé des maquis de l’Ain à Oyonnax, dont il fournit la plus grande partie de l’effectif.
Au début de l’année 1944, il crée un groupe franc qui sera responsable de dizaines de déraillements et de centaine de coupures de lignes ferroviaires et assurera la réception des parachutages d’armes et d’explosifs pour le compte du réseau Pimento du S.O.E.

## Hommage
- Il y a une avenue Pierre-Marcault à Châtillon-sur-Chalaronne.